# رنگ‌های پاستلی
رنگ‌های پاستِلی (انگلیسی: pastel colors)، یا رنگ‌های پاستیلی به خانواده رنگ‌های کم‌رنگ تعلق دارند که وقتی در فضای رنگی اچ‌اس‌وی توصیف می‌شوند، روشنی بالایی دارند و سیرشدگی کمی دارند.
نام آنها از یک رسانه هنری ساخته شده از رنگدانه و عوامل اتصال جامد، شبیه به مداد رنگی (Crayon)، گرفته شده است. چوب‌های پاستل از نظر تاریخی تمایل به اشباع کمتری نسبت به رنگ‌های رنگدانه مشابه داشتند، از این رو نام خانواده رنگی را به خود اختصاص داد.
رنگ‌های این خانواده معمولاً «آرام‌بخش» توصیف می‌شوند.
معمولاً رنگ‌های پاستلی مانند صورتی، ارغوانی کم‌رنگ (Mauve), و آبی کودک (Baby blue) و همچنین نعنایی جادویی (Spring green)، هلویی، آبی ارغوانی و اسطوخودوس استفاده می‌شوند.

## در مد
شکلی از سبک گوت به نام گات پاستلی، رنگ‌های پاستلی را به پالت تک‌رنگ مد گوتیک اضافه می‌کند.

## نمونه‌ها
| نمونه‌هایی از رنگ‌های پاستلی در کد HEX | نمونه‌هایی از رنگ‌های پاستلی در کد HEX | نمونه‌هایی از رنگ‌های پاستلی در کد HEX | نمونه‌هایی از رنگ‌های پاستلی در کد HEX | نمونه‌هایی از رنگ‌های پاستلی در کد HEX |
| ------------------------------------ | ------------------------------------ | ------------------------------------ | ------------------------------------ | ------------------------------------ |
|                                      |                                      |                                      |                                      |                                      |
|                                      | fea3aa                               | f8b88b                               | faf884                               |                                      |
|                                      | baed91                               | b2cefe                               | f2a2e8                               |                                      |
|                                      |                                      |                                      |                                      |                                      |

## نگارخانه

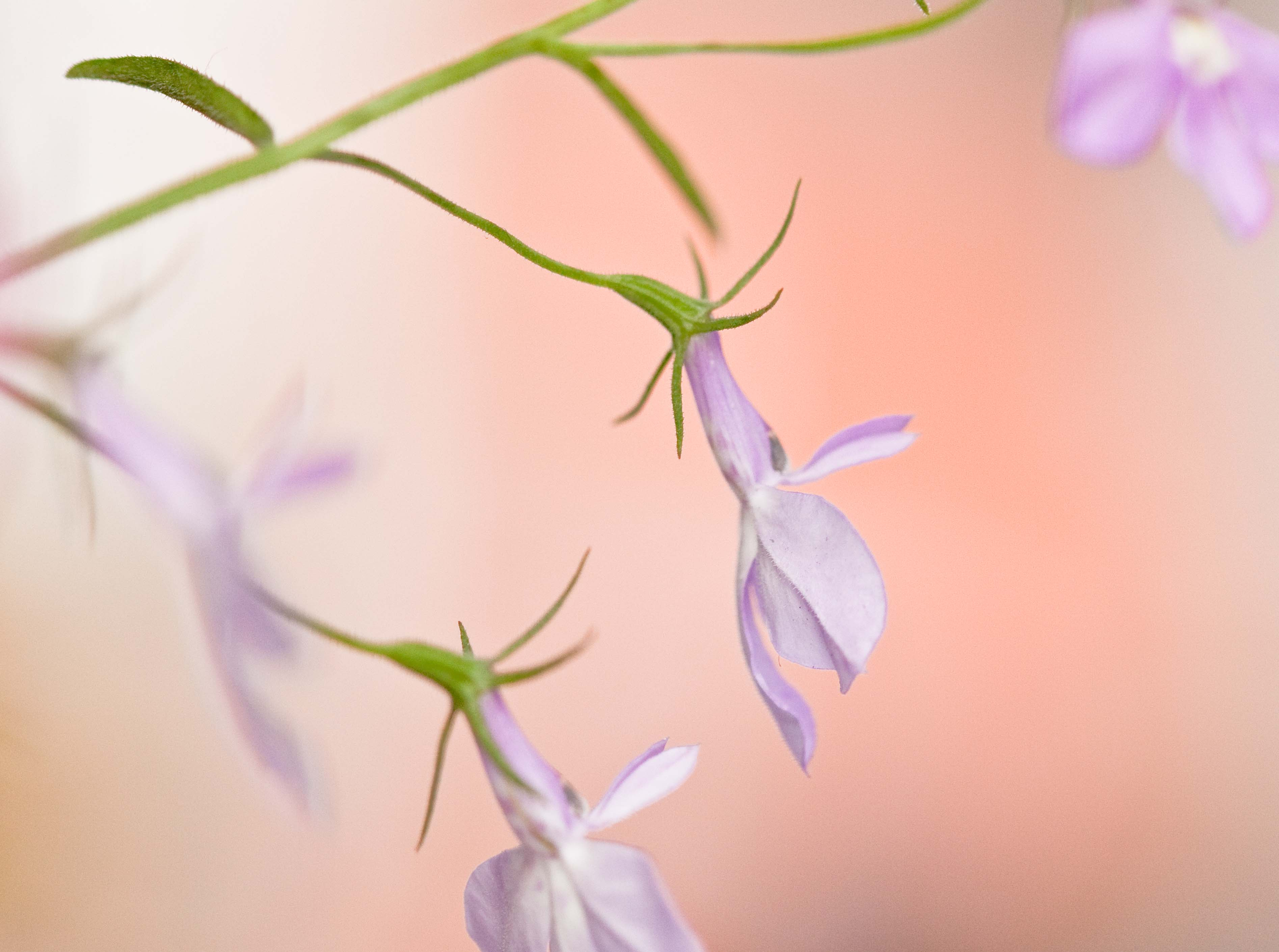
پاستیلی‌های خوش‌دلی
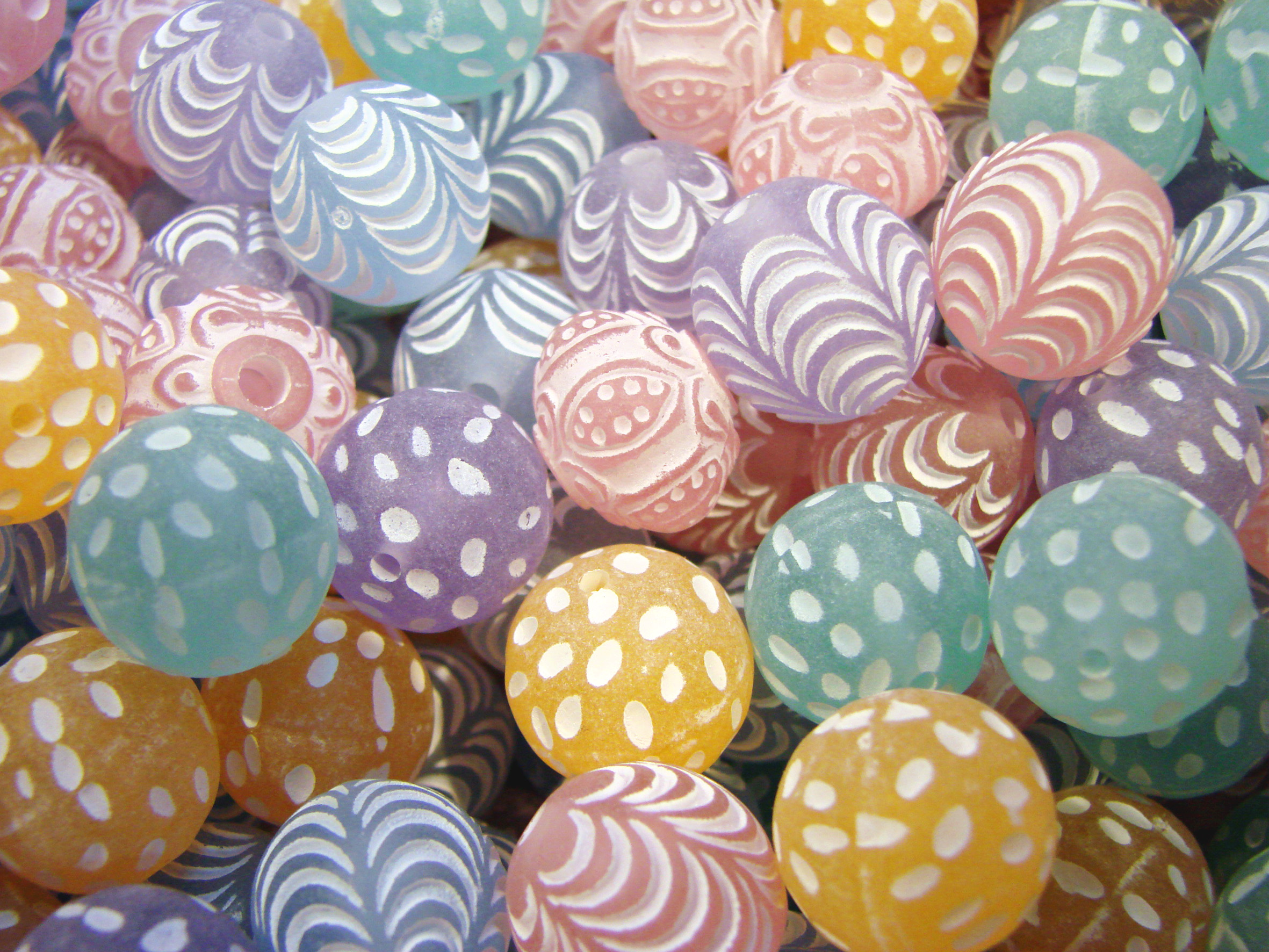
رنگ‌های پاستلی در مهره زینتی